# باغ‌موزه دفاع مقدس (کرمان)
باغ‌موزهٔ دفاع مقدس کرمان، به‌عنوان یکی از بزرگ‌ترین باغ‌موزه‌های دفاع مقدس کشور، در زمان ریاست‌جمهوری اکبر هاشمی رفسنجانی در شهر کرمان ساخته شد. این ساختمان، با الهام از معماری ایرانی و سنتی کرمان و با توجه به اقلیم و سازه‌های سنتی، از قبیل بادگیرهای کرمان، و با توجه به اقلیم و استفاده از مصالح اقلیمی طراحی و ساخته شده‌است. موزهٔ دفاع مقدس، خاطرات جنگ و دوران دفاع مقدس و دلاورمردی‌ها و رشادت‌های لشکر ۴۱ ثارالله در دوران دفاع مقدس، خاطرات دفاع و روزهای جنگ و انقلاب را در خود برای نسل‌های آینده نگه می‌دارد.

## موقعیت موزه
این بنا در داخل شهر کرمان قرار گرفته‌است و دسترسی کاملی را داراست.

### نشانی موزه
کرمان، ابتدای بلوار شهید عباس‌پور (پارادیس)، بعد از مجتمع مسکونی صداوسیما، سمت راست، موزهٔ دفاع مقدس.

### امکانات دسترسی
راه ارتباطی تا کنار این بنا آسفالت گرم با عرض معبر بیشتر از ۱۸ متر است و امکان حضور انواع اتوبوس و سایر وسایط نقلیه تا کنار این بنا وجود دارد.